# Bataluri, Ialomița

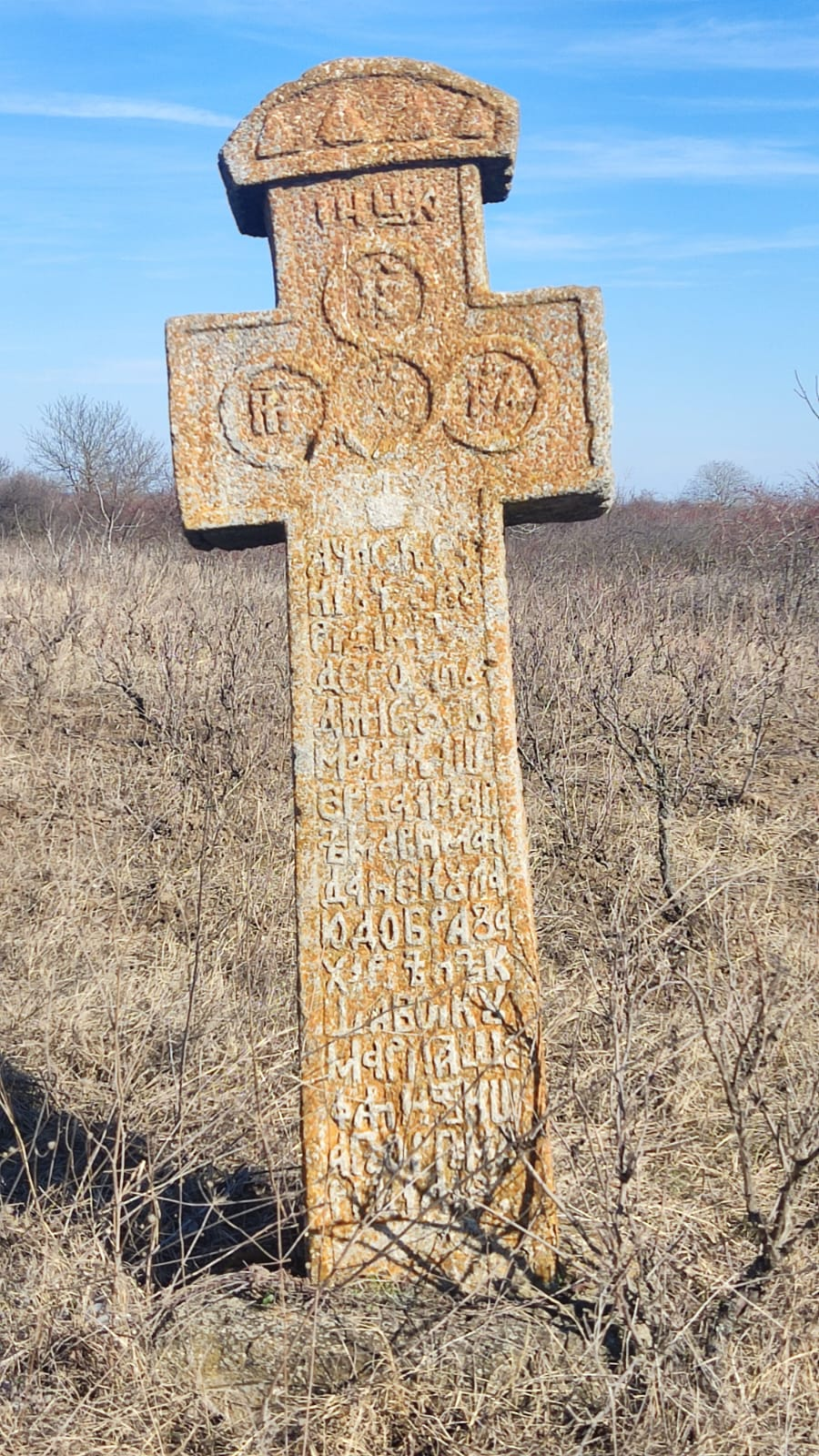
Crucea de piatră a Jugănăriței 1868

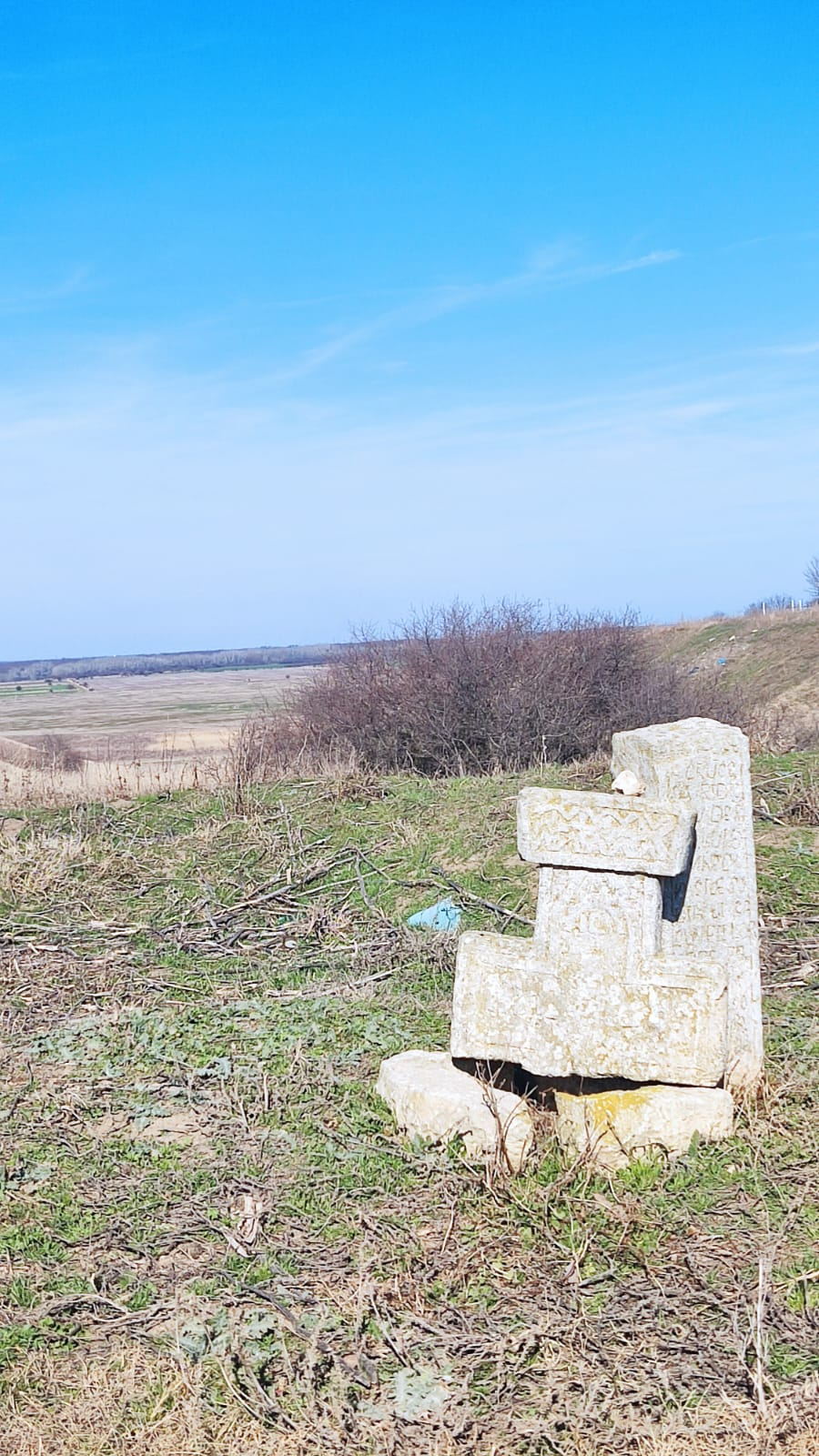
Cruce de hotar din sec 19 de langa Bataluri pe dealuri

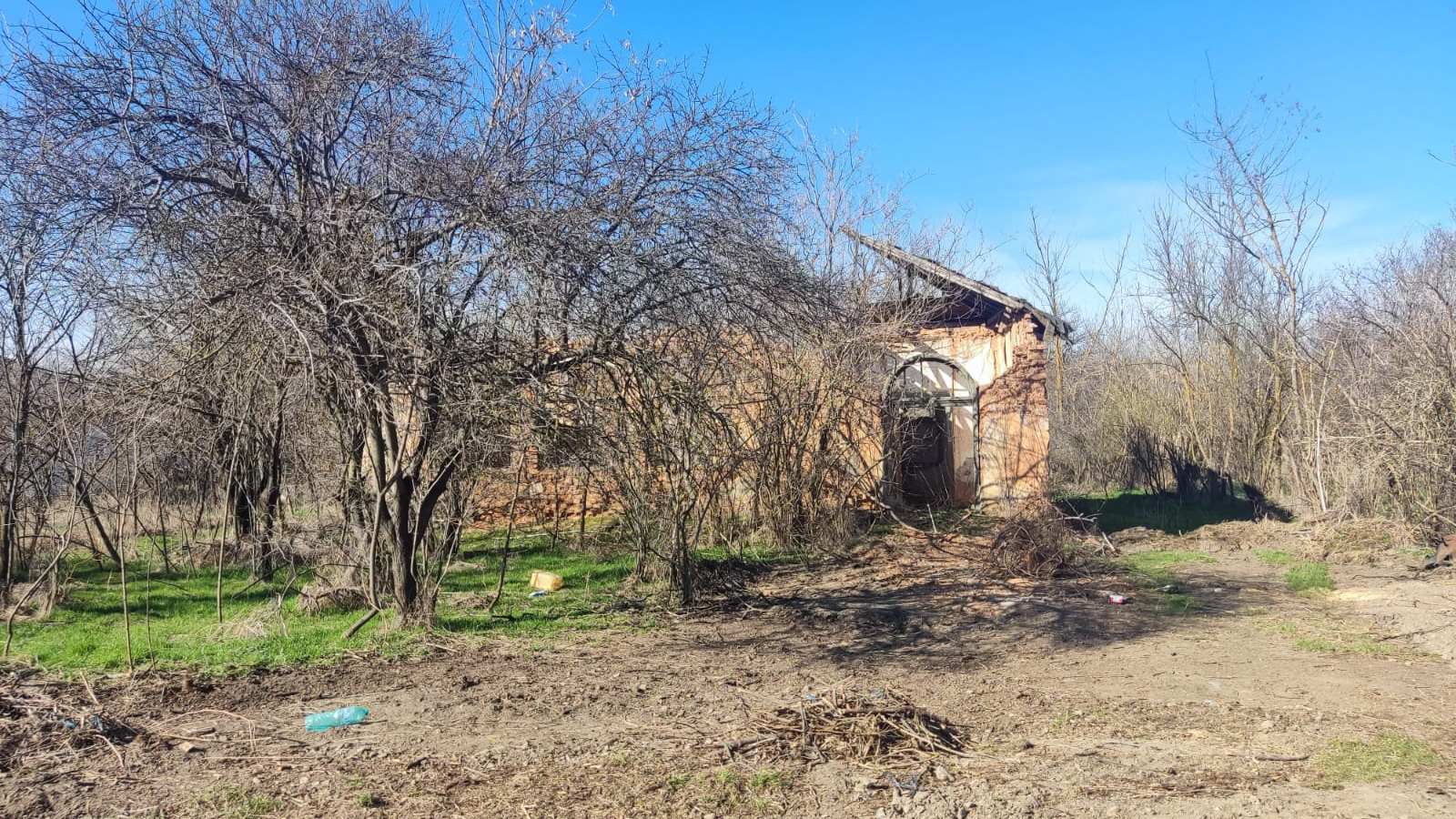
Scoala veche din Bataluri

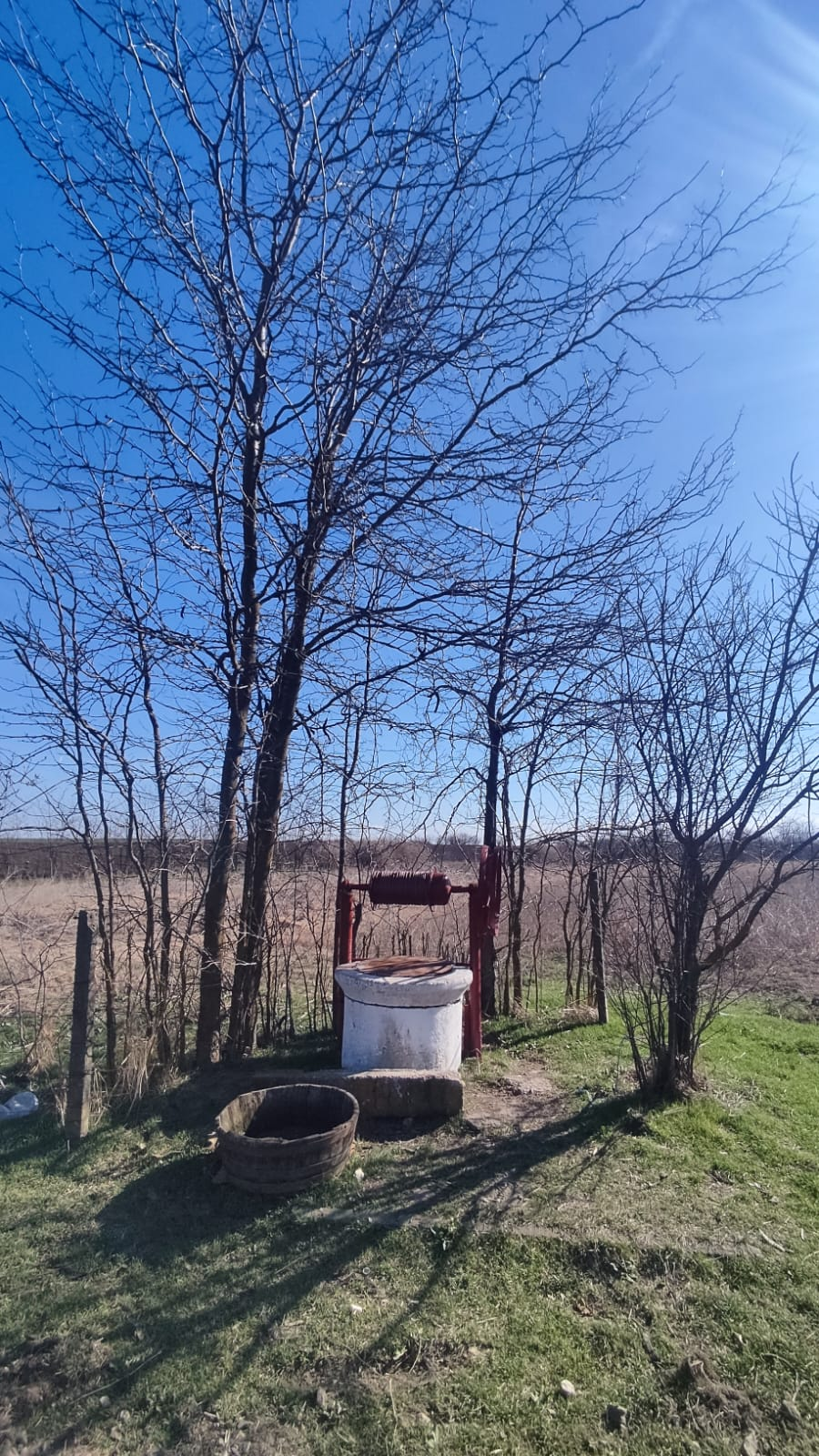
Fantana veche din anii 50

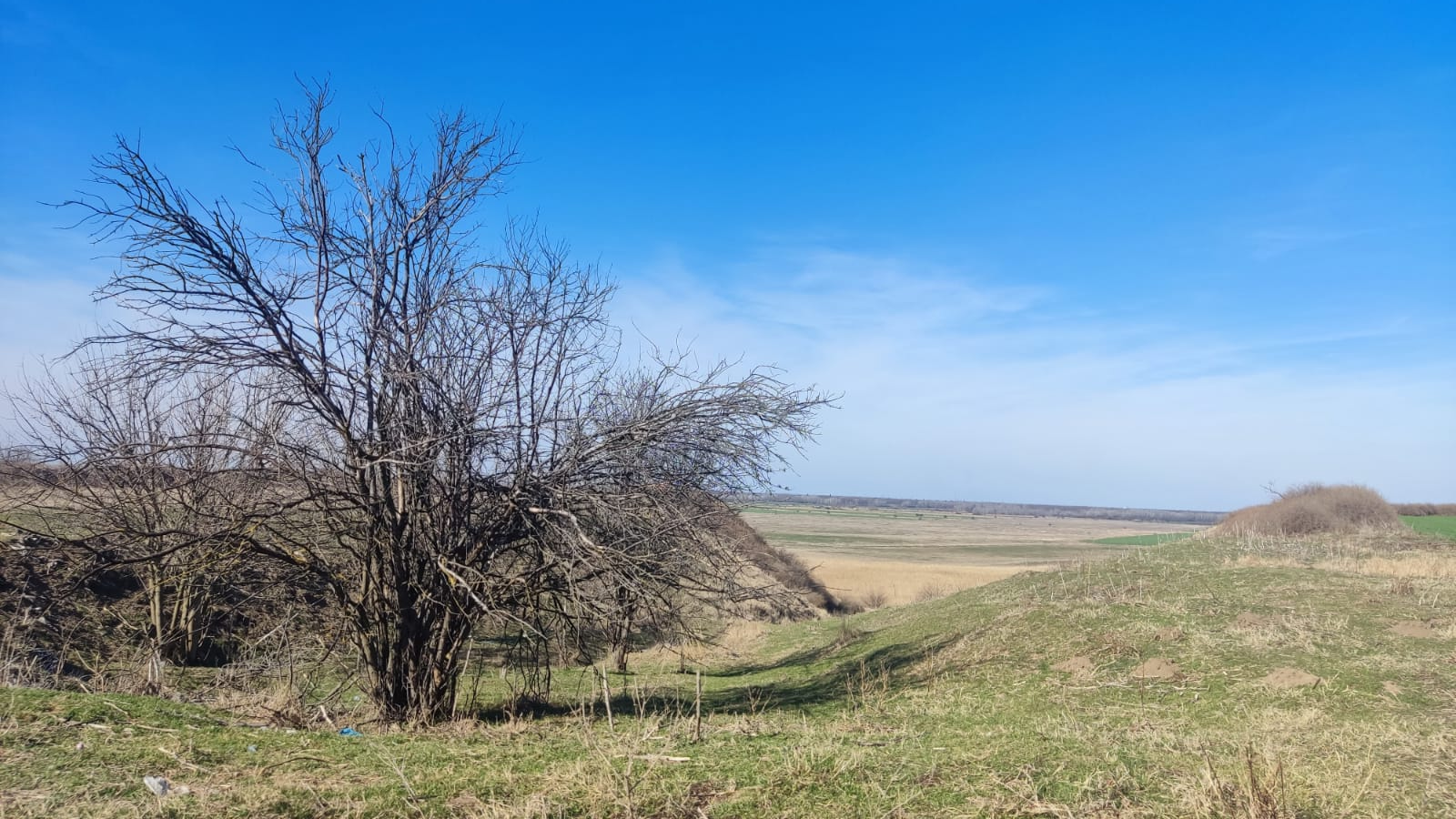
Spre valea izvoarelor Bataluri

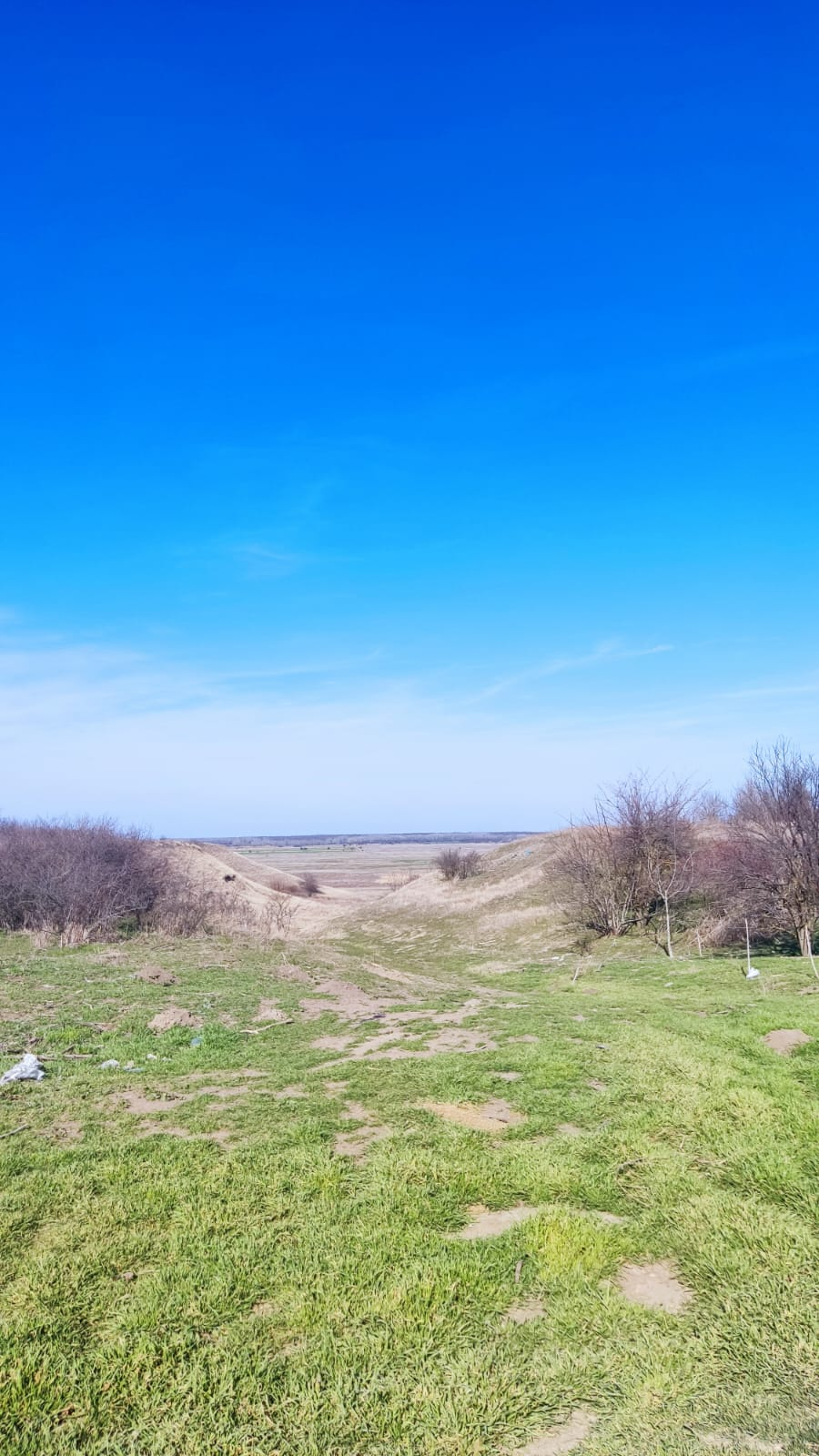
Bataluri

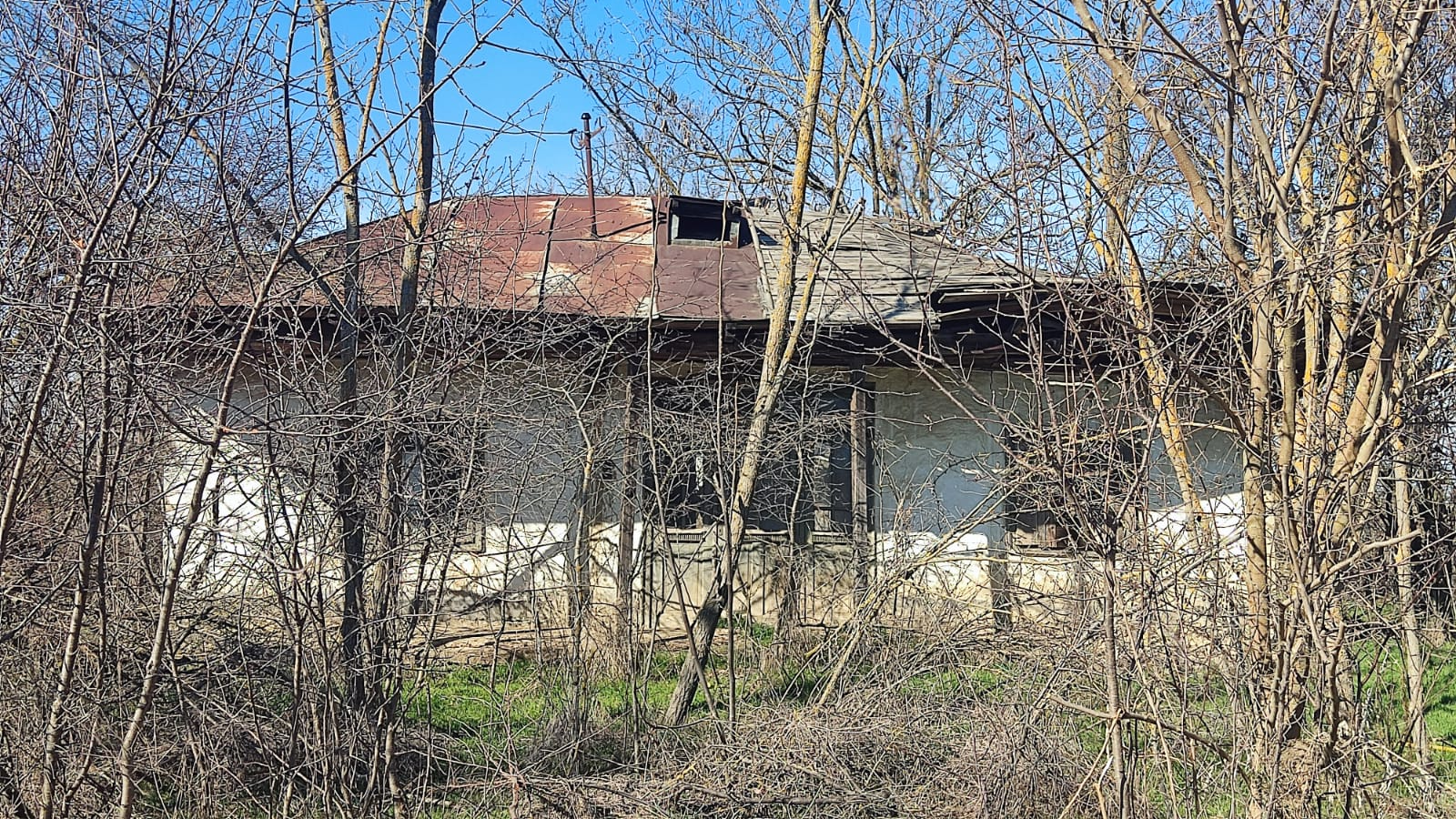
casa abandonata

Bataluri este un sat în comuna Albești din județul Ialomița, Muntenia, România.
In 2023 satul Bataluri a fost desfiintat , fiind scos din nomenclatorul oficial. In prezent este o subdiviziune a comunei Albesti.

## Note

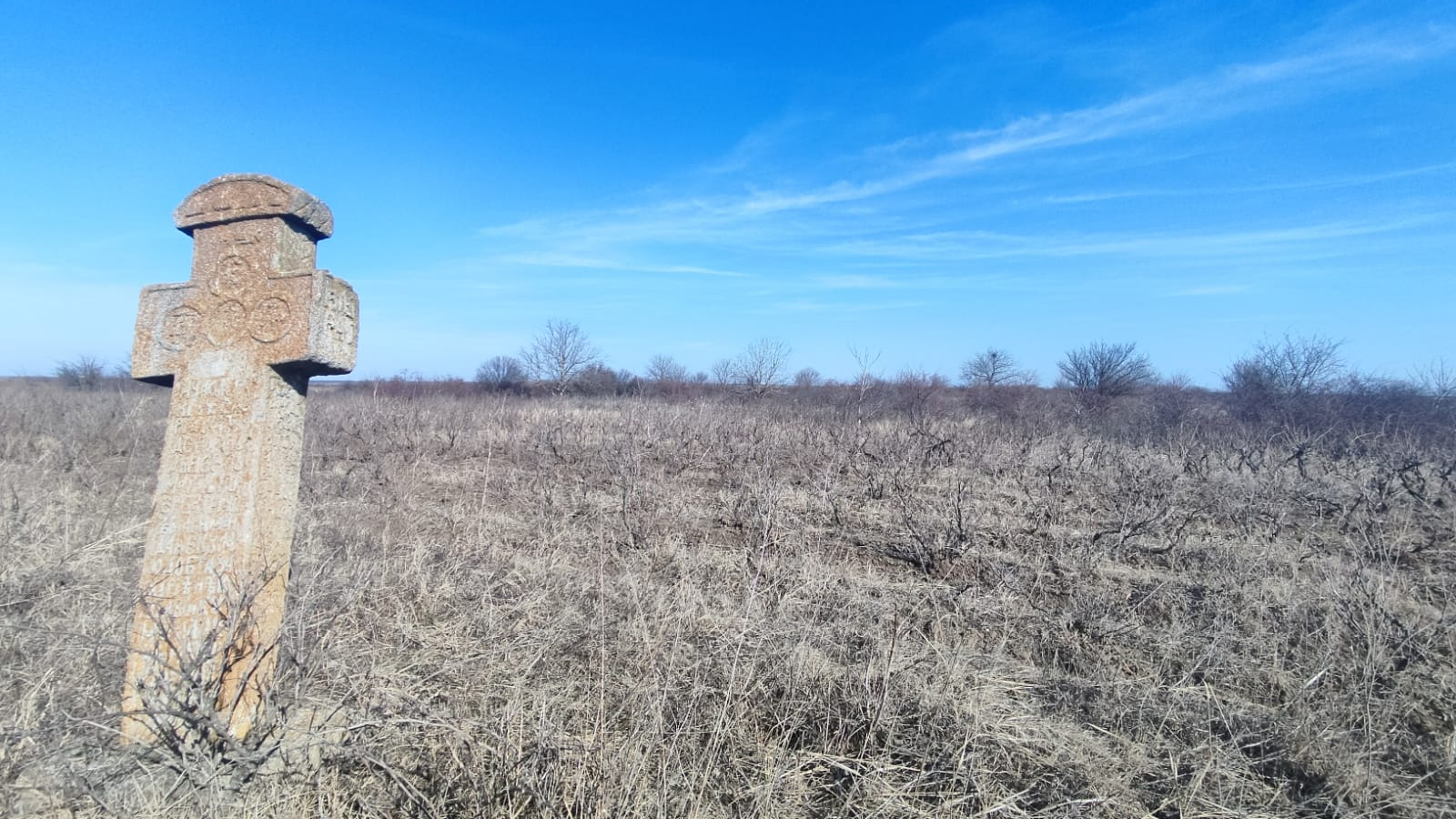
cruce veche sec 19